# Май 2008 года

Список событий мая 2008 года.

## События

### Важнейшие
Этот раздел включается в статью 2008 год. Здесь должны быть размещены важнейшие события мая 2008 года

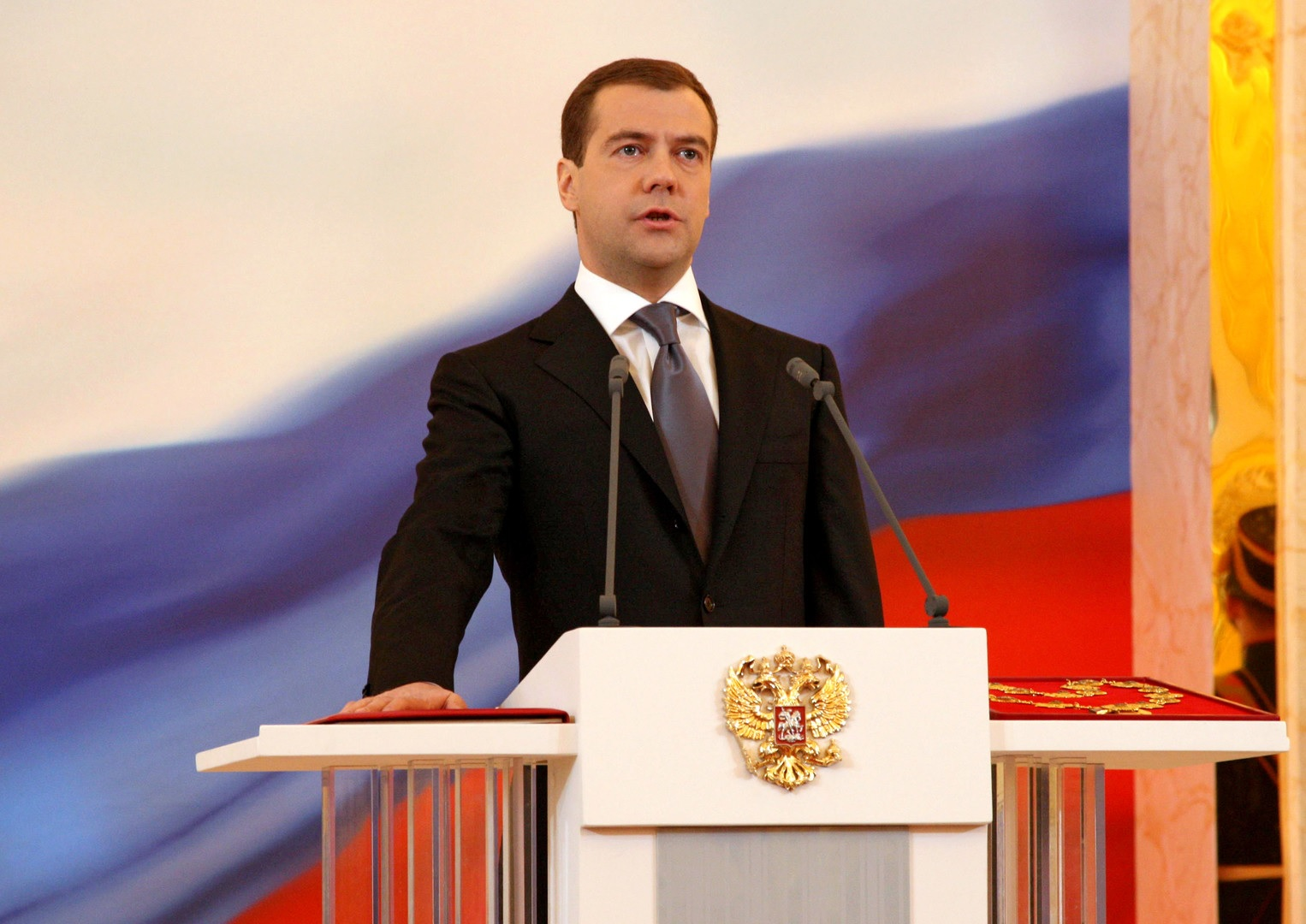
Инаугурация Д. А. Медведева

- 4 мая — ПБК ЦСКА, победив со счётом 91-77 тель-авивский «Маккаби», стал 6-кратным чемпионом Евролиги[1].
- 7 мая — инаугурация в Москве третьего президента Российской Федерации Медведева Дмитрия Анатольевича[2].
- 8 мая — утверждение кандидатуры Владимира Путина на пост премьер-министра России[3].
- 9 мая — 63-я годовщина Победы в Великой Отечественной войне. После семнадцатилетнего перерыва в параде на Красной площади применялась тяжёлая военная техника[4].
- 10 мая — активизировался крупнейший вулкан Европы — Этна. Последнее крупное извержение было в 2001 году, а также незначительное в ноябре 2007 года[5].
- 11 мая — досрочные парламентские выборы в Сербии. Победу одержал проевропейский блок «За европейскую Сербию» Бориса Тадича.
- 12 мая — сильное землетрясение магнитудой 8 в Китае с эпицентром в уезде Вэньчуань юго-западной провинции Сычуань. От стихии также пострадали провинция Шэньси, Гуанси, город центрального подчинения Чунцин.
- 14 мая — в Манчестере прошёл финальный матч Кубка УЕФА по футболу 2007—2008, в котором сыграли санкт-петербургский «Зенит» и шотландский «Рейнджерс». Зенит победил со счётом 2:0.
- 18 мая — Россия завоевала золото на 72-м Чемпионате мира по хоккею с шайбой в Канаде.
- 19 мая
  - Русская Википедия, обогнав шведскую, вышла в первую десятку Википедий по объёму.
  - Башня Бурдж-Халифа, обогнав Варшавскую Радиомачту, стала самым большим строением, когда-либо существовавшим на Земле.
- 21 мая — в Москве на стадионе «Лужники» прошёл финал Лиги чемпионов 2007—2008, в котором сыграли два английских клуба — «Манчестер Юнайтед» и «Челси». Победителем стал клуб «Манчестер Юнайтед», победив противника в послематчевой серии пенальти.
- 24 мая — в Белграде состоялся финал конкурса песни «Евровидение», на котором впервые победил представитель России Дима Билан с песней «Believe».
- 25 мая
  - Парламент Ливана избрал Мишеля Сулеймана президентом Ливанской Республики.
  - Космический аппарат «Феникс» совершил посадку на поверхность Марса.
- 27 мая — израильский шекель и мексиканский песо вошли в список свободно конвертируемых валют, используемых при расчётах в международной межбанковской системе CLS.
- 28 мая — Непал отменил монархию, существовавшую около 240 лет, и объявил о переходе к Федеративной Демократической Республике.
- 31 мая
  - Казань (Россия) выбрана столицей летней Универсиады 2013 года.
  - 123-й старт (STS-124) по программе Спейс Шаттл. 35-й полёт шаттла Дискавери. Экипаж — Марк Келли, Кеннет Хэм, Карен Ниберг, Рональд Гаран, Майкл Фоссум, Акихико Хосидэ (Япония), Грег Шамитофф. Продолжение строительства Международной космической станции — доставлена главная часть японского модуля Kibo[6].

### Все события мая 2008 года
- 1 мая
  - В ответном полуфинале кубка УЕФА по футболу Зенит победил мюнхенскую Баварию 4:0 и вышел в финал.
- 2 мая
  - Циклон Наргис. В Мьянме около 100 000 погибли.
  - В Канаде стартовал 72-й чемпионат мира по хоккею с шайбой.
  - В Чили началось извержение вулкана Чайтен.
- 3 мая
  - На побережье Мьянмы обрушился мощный циклон «Наргис», унёсший десятки тысяч жизней.
- 4 мая
  - ПБК ЦСКА, победив со счётом 91-77 тель-авивский «Маккаби», стал 6-кратным чемпионом Евролиги.
  - Круизное судно «Mona Lisa» с 984 пассажирами на борту в воскресенье утром село на мель в Ирбенском проливе у побережья Латвии.
- 5 мая
  - В Москве состоялась репетиция Парада Победы.
  - По результатам референдума о предоставлении богатейшей провинции Боливии Санта-Крус автономии в рамках страны высказались «за» 86 % избирателей. Президент Эво Моралес считает референдум «неконституционным».
  - Впервые в истории цена на нефть превысила отметку $120 за баррель.
- 6 мая
  - Массовые волнения в столице Сомали Могадишо, связанные с резким ростом цен на продовольствие и отказом местных торговцев принимать в качестве оплаты местную валюту сомалийский шиллинг из-за высокой инфляции.
  - В последний день своего президентства В. В. Путин вручил грамоты «Город воинской славы» пяти городам: Воронеж, Луга, Ростов-на-Дону, Туапсе и Полярный[7].
  - Председатель КНР Ху Цзиньтао впервые за 10 лет прибыл с пятидневным официальным визитом в Японию.
- 7 мая
  - Расшифрован геном утконоса.
  - Премьер-министр Ирландии Берти Ахерн подал президенту страны официальное прошение об отставке и сложил с себя полномочия главы правительства, новым премьер-министром стал Брайан Коуэн.
  - Инаугурация в связи с вступлением в должность третьего российского Президента Д. А. Медведева. Второй президент РФ В. В. Путин торжественно передал власть Д. А. Медведеву.
- 8 мая
  - Государственная Дума утвердила кандидатуру Путина на пост премьер-министра.
  - Пакистан в четверг успешно провёл испытательный пуск крылатой авиационной ракеты «Раад», способной нести ядерный заряд. Дальность действия ракеты — 350 километров.
  - Китайские альпинисты взошли с олимпийским огнём на Эверест.
- 9 мая
  - В Москве впервые за 18 лет состоялся парад Победы с использованием тяжёлой военной техники.
- 11 мая
  - Хакер взломал сервера министерств обороны и образования Чили, после чего выложил в интернете личные данные 6 млн граждан страны.
  - В связи с 225-летием Черноморского флота в Севастопольской бухте проведён парад.
- 12 мая
  - Мощное землетрясение в Китае. В китайской провинции Сычуань был зафиксирован толчок магнитудой 7,8, через 7 минут произошёл второй толчок в восточных предместьях Пекина силой 3,9 по шкале Рихтера.
  - Премьер-министр Владимир Путин огласил новый состав кабинета министров.
- 14 мая
  - Финал Кубка УЕФА в Манчестере: «Зенит» — «Рейнджерс» — 2:0. Клуб из Санкт-Петербурга стал вторым в истории русским клубом, завоевавшим этот трофей.
  - Президент США Джордж Буш начал шестидневное турне по Ближнему Востоку, в ходе которого он посетил Израиль и сделает остановку в Саудовской Аравии, чтобы отметить с королём Абдаллой 75-летие официальных американо-саудовских отношений.
- 15 мая
  - Космический грузовик Прогресс М-64 стартовал с космодрома Байконур.
  - Президент России Дмитрий Медведев и премьер-министр Владимир Путин официально поздравили «Зенит» с победой в финале Кубка УЕФА.
- 16 мая
  - Лидер организации «Аль-Каеда» Осама Бин Ладен разместил в интернете аудиосообщение, в котором поклялся продолжить войну с Израилем.

- 18 мая

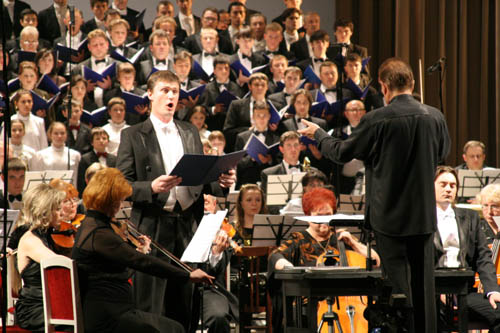
Исполнение симфонического Евангелия Алемдара Караманова «Совершишася» на Собиновском фестивале

  - На чемпионате мира по хоккею с шайбой 2008 победила сборная России.
  - Одна из командиров повстанческого движения «Революционные вооружённые силы Колумбии» Эльданеис Москера, более известная как Карина, сдалась властям[8].
  - Дни славянской письменности и культуры в России. Каждый год столицей праздника становится какой-нибудь новый населённый пункт России[9].
  - В Саратове открылся XXI «Собиновский фестиваль».
- 19 мая
  - В Дублине открылась конференция по вопросу о запрещении кассетных бомб.
  - Российский ближнемагистральный пассажирский самолёт Sukhoi Superjet 100 впервые поднялся в небо. Самолёт провёл в воздухе 1 час 5 минут.
- 20 мая
  - Суточная забастовка работников Бельгийской национальной железнодорожной компании прервала железнодорожное сообщение в Бельгии, а также во Франции, Германии и Нидерландах.
  - В Тайване прошла инаугурация нового главы администрации Тайваня Ма Инцзю[10]. Также приведён к присяге новый кабинет министров во главе Лю Чжаосюанем[11].
  - В Белграде состоялся первый полуфинал конкурса песни «Евровидение».
- 21 мая
  - Мировые цены на нефть Light Sweet установили новый исторический рекорд, преодолев на торгах на NYMEX психологически важную отметку в 130 долларов за баррель.
  - В Грузии начались внеочередные парламентские выборы.
  - Израиль официально подтвердил факт переговоров о всеобъемлющем мире с Сирией, посредником в которых выступила Турция.
  - Президент Республики Северная Осетия Таймураз Мамсуров высказался за объединение Северной и Южной Осетии, глава Южной Осетии Эдуард Кокойты поддержал инициативу своего коллеги. Грузинская сторона отвергла идею осетинского объединения, ссылаясь на нормы международного права.
  - «День йода» в Санкт-Петербурге: по городу прокатывается волна слухов о якобы произошедшем на Ленинградской АЭС выбросе в атмосферу радиоактивных веществ. В аптеках Санкт-Петербурга раскуплен весь запас йодосодержащих препаратов.
- 22 мая
  - Президент России Дмитрий Медведев совершил официальный визит в Казахстан, ставший его первой поездкой за рубеж со времени начала президентства.
  - В Белграде состоялся второй полуфинал конкурса песни «Евровидение».
- 24 мая
  - Впервые за историю музыкального конкурса «Евровидение» победила Россия, представителем которой был Дима Билан.
  - Состоялся второй полёт Российского ближнемагистрального пассажирского самолёта Sukhoi Superjet 100. Машина провела в воздухе 2,5 часа.
- 25 мая
  - АМС «Phoenix» благополучно опустилась на поверхность Марса.
- 26 мая
  - Власти Непала ввели запрет на проведение митингов в столице, пока в стране не будет провозглашена республика, ожидается, что это событие произойдёт во время первого заседания избранной национальной ассамблеи.
  - Под Челябинском разбился самолёт Ан-12 компании «Московия», погибли 9 человек.
- 27 мая
  - Аргентинские фермеры приостановят экспорт зерновых и продажу мясной продукции с 28 мая по 2 июня. Данное решение было принято в рамках протеста против повышения налогов на экспорт зерновых.
- 28 мая
  - В Непале официально упразднена монархия.
  - В России спущен на воду ледокол нового типа «Санкт-Петербург».
- 29 мая
  - В Женеве безрезультатно завершился очередной раунд переговоров о присоединении России к ВТО, присоединению к торговому альянсу помешал целый ряд неприемлемых для российской стороны экономических условий, а также политический бойкот Грузии.
  - Удод выбран национальным символом Израиля.
  - На лентах информационных агентств появилась, но вскоре была опровергнута информация о смерти Ким Чен Ира.
- 30 мая
  - Дели был заблокирован тысячами разгневанных гуджаров, племенем кочевников-скотоводов. Гуджары отстаивают свою племенную и кастовую идентичность и требуют, чтобы к ним официально относились как к кочевникам.
- 31 мая
  - Ямайский спринтер Усаин Болт установил мировой рекорд в беге на 100 метров — 9,72 сек.
  - FISU приняла решение о проведении летней Универсиады 2013 года в Казани (Россия).